# Гіброн (Пенсільванія)
Гіброн (англ. Hebron) — переписна місцевість (CDP) в США, в окрузі Лебанон штату Пенсільванія. Населення — 939 осіб (2020).

## Географія
Гіброн розташований за координатами 40°20′21″ пн. ш. 76°23′56″ зх. д. / 40.33917° пн. ш. 76.39889° зх. д. (40.339138, -76.398762).  За даними Бюро перепису населення США в 2010 році переписна місцевість мала площу 0,52 км², уся площа — суходіл.

## Демографія
Згідно з переписом 2010 року, у переписній місцевості мешкало 1305 осіб у 213 домогосподарствах у складі 146 родин. Густота населення становила 2519 осіб/км².  Було 228 помешкань (440/км²).
Расовий склад населення:
| - 84,8 % — білих - 5,7 % — чорних або афроамериканців - 0,5 % — азіатів - 0,4 % — корінних американців - 6,8 % — осіб інших рас |

До двох чи більше рас належало 1,8 %. Частка іспаномовних становила 13,9 % від усіх жителів.
За віковим діапазоном населення розподілялося таким чином: 8,7 % — особи молодші 18 років, 64,8 % — особи у віці 18—64 років, 26,5 % — особи у віці 65 років та старші. Медіана віку мешканця становила 42,1 року. На 100 осіб жіночої статі у переписній місцевості припадало 123,5 чоловіків;  на 100 жінок у віці від 18 років та старших — 129,5 чоловіків також старших 18 років.
Середній дохід на одне домашнє господарство  становив 52 688 доларів США (медіана — 55 250), а середній дохід на одну сім'ю — 57 223 долари (медіана — 62 829). За межею бідності перебувало 2,1 % осіб, у тому числі 0,0 % дітей у віці до 18 років та 3,8 % осіб у віці 65 років та старших.
Цивільне працевлаштоване населення становило 268 осіб. Основні галузі зайнятості: транспорт — 20,9 %, роздрібна торгівля — 18,3 %, виробництво — 13,1 %, мистецтво, розваги та відпочинок — 11,2 %.